# Daniel H. Hastings
Daniel Hartman Hastings, född 26 februari 1849 i Clinton County i Pennsylvania, död 9 januari 1903 i Bellefonte i Pennsylvania, var en amerikansk republikansk politiker. Han var Pennsylvanias guvernör 1895–1899.
Hastings arbetade som rektor för Bellefonte High School, studerade juridik och inledde 1875 sin karriär som advokat i Pennsylvania.
Hastings efterträdde 1895 Robert E. Pattison som Pennsylvanias guvernör och efterträddes 1899 av William A. Stone. Hastings avled 1903 och gravsattes på Union Cemetery i Bellefonte.